# Пучґрос
Пучґрос (pronounced [pudʒˈɣɾɔs]; «Великий пагорб») — село в Іспанії, у складі автономної спільноти Каталонія, провінція Леріда.